# Montaña de Taco (embalse)
La Montaña de Taco es un volcán extinto situado entre los límites de los municipios españoles de Buenavista del Norte y Los Silos, en la provincia de Santa Cruz de Tenerife (Canarias, España). En su cono volcánico se halla un cráter que ha sido aprovechado como embalse por los campesinos del lugar].

## Historia
Anteriormente, la montaña fue usada como cantera para la extracción de picón, pero más tarde se revirtió a un lugar de almacenamiento. La idea de sustituirse como un embalse se ejecutó entre 1983 y 1985, mediante el programa del Plan de Balsas del Norte de Tenerife. Así pues, se considera la primera obra en ejecutarse de este programa, y la mayor de todas. El embalse se inauguró el 17 de mayo del año siguiente de su finalización, invirtiéndose en él unos 3250 millones de pesetas (19 532 893 de euros actuales).

## Capacidad y situación actual
La capacidad del embalse es de unos 821 700 metros cúbicos, y una profundidad máxima de las aguas de 13,7 metros, teniendo así un depósito total de 85 000 metros cuadrados. La superficie del embalse consta de 6,49 hectáreas.
El acceso está parcialmente restringido, autorizado al personal del mantenimiento de la balsa.